# Царски клуб „Царица Йоанна“
Царски клуб „Царица Йоанна“ е неправителствена организация, учредена на 22 септември 1993 г. в читалище „Георги Раковски” в квартал „Лозенец”, град София и регистриран, като сдружение с нестопанска цел с решение на Софийски градски съд от 28.02.1994 г. С телеграма от Лисабон от 15.09.1993 г. Царица Йоанна приема предложението на доц. д-р арх. Недялка (Нели) Николова (основател и председател на организацията) да стане почетен член № 1 на бъдещия клуб. Заместник-председател на клуба е Мария Гигова.

## Цели и предмет на дейност
Съгласно чл. 6 от устава целта на клуба е: „чрез просветна дейност да допринася за единение и просперитет на българската нация, около монархическата идея”. Задачите му  са описани, както следва: „възпитание в дух на родолюбие, демократизъм и общочовешка нравственост; обогатяване на културата на населението по отношение на монархическата институция; изучаване и разпространяване на знания по историята на Българската държава – на българските ханове, князе и царе; събиране и опазване на документи и снимки или копия от тях, свързани с живота и дейността на българските царе, експертни оценки за царските имоти от архитекти, инженери, художници и изкуствоведи – членове на Царския клуб, с оглед тяхното опазване”.

## Обществена дейност
През 1994 година със съдействието на арх. Васил Китов, клубът поема инициативата по организиране на възстановяването на гроба на Царица Елеонора, намиращ се в двора Боянската църква в град София. 1995 г. арх. Николова – председател на Царски клуб „Царица Йоанна”, участва в жури за „Паметник на жертвите на комунизма”. В този период организацията изразява своята подкрепа за Съюз на демократичните сили. През 1996 г. клубът осъществява среща с Цар Симеон II и Царица Маргарита, като през същата година до Народното събрание е внесено предложение: 22 септември да стане национален празник. През 1997 г. клубът участва в организирането на 90-годишния юбилей на Царица Йоанна, която почива на 26.02.2000 г. в Ещорил.

### Разочарование от Цар Симеон II
В протокол № 80 от 11.05.2001 г. от заседание на ръководството е изказано известно огорчение от решението на Цар Симеон II за създаване на политическа партия, като е поставен въпроса, дали клубът трябва да продължи своето съществуване.

## Архивно наследство
Архивен фонд № 1590 Царски клуб „Царица Йоанна” се съхранява в Централния държавен архив (ЦДА) с осемнадесет архивни единици. Фондът е получен от доц. д-р арх. Недялка Николова.